# Juego de seducción
«Juego de seducción» es una canción y sencillo compuesto por Gustavo Cerati e interpretada por el grupo musical de Argentina Soda Stereo, y una de las canciones más importantes del grupo. 
Fue lanzada como la sexta canción de su segundo álbum, Nada personal, que salió a la venta en noviembre de 1985 bajo la disquera CBS Discos. Fue el tercer corte de difusión, luego de «Nada personal» y «Cuando pase el temblor».

## Composición
En un recital durante la época en que Soda presentaba su álbum debut, Gustavo Cerati miró al público y le llamó la atención una chica adolescente que estaba lookeada de una forma muy particular, al estilo dark de The Cure. A Gustavo le encantó el look, y terminado el recital, fue a hablar con la chica y le pidió que se convirtiera en la estilista de la banda, para que marcara qué peinados y vestuario debían usar. La chica, de 15 años, se llamaba Anastasia Chomyszyn, pero todos la llamaban por su apodo, Tashi.
Gustavo y Tashi pronto se pusieron de novios. Les gustaba hacer juegos sexuales donde se disfrazaban y adoptaban un rol. En uno de ellos, Gustavo hacía de mayordomo y Tashi hacía de su ama. Este juego sexual sería el disparador de «Juego de seducción».
Con respecto a la relación entre Gustavo y Tashi, terminó dos años después, cuando Gustavo se puso de novio con la modelo Noëlle Balfour: Tashi se enteró cuando sus compañeras del colegio le trajeron unas revistas que mostraban esta relación.

## Música
La guitarra de la canción es muy particular ya que Gustavo Cerati hace un Si dejando las segundas 2 cuerdas al aire y mantiene ese acorde cambiando los bajos: Si, Fa#, La, Mi.

## Versiones
- «Game of Seduction», la versión en inglés. Reversionada por el mismo grupo con la misma melodía e instrumentación e interpretada en inglés por el mismo Gustavo Cerati. Fue creada con un intento de prueba de parte del grupo para entrar al mercado musical de habla inglesa. Actualmente es muy escasa e inédita y no se encuentra, no existió ni existe, ningún registro comercial de ella, por lo cual es considerada una rareza.
- Una versión en vivo incluida en el álbum Ruido blanco.
- Durante la gira Dynamo, se tocó una versión reversionada de la canción.
- Cerati interpretó la canción durante las giras Bocanada y Ahí vamos.
- Incluida en todos los conciertos de la gira "Me verás volver", e incluso en todos los casos fue la que abrió el concierto.
- En 2007 fue incluida como la tercera canción del álbum-compilado Me verás volver (Hits & +).
- En la gira "El último concierto" tocó una versión diferente, más rockeada y distorsionada.
- En 2014 el actor y cantante Benjamín Amadeo interpretó una versión corta de la canción en el programa argentino Tu cara me suena en donde imitaba a Gustavo Cerati y emulaba el inicio de la Gira me verás volver.
- El grupo musical de cumbia santafesina de Argentina Los del Fuego hizo una versión de la canción.
- En 2024, fue incluida en el nuevo repertorio musical de Folclóre de estilo folclórico una adaptación en la teleserie chilena El señor de La Querencia, que es perteneciente al canal de televisión denominado Mega.

## Curiosidades
- En el año de la gira el nombre fue cambiado, pasó de ser «Juego de seducción» a «Juegos de seducción». Al menos eso es lo que se vio en los álbumes sacados ese mismo año.